# Absdorf
Absdorf es una localidad del distrito de Tulln, en el estado de Baja Austria, Austria, con una población estimada a principio del año 2018 de 2087 habitantes. 
Se encuentra ubicada en el centro del estado, a poca distancia al oeste de Viena y al norte del río Danubio.